# Aloe canii
Aloe canii là một loài thực vật có hoa trong họ Măng tây. Loài này được S.Lane mô tả khoa học đầu tiên năm 2001.